# ディラン・スニガ
ディラン・パトリシオ・スニガ・エスピノーサ（Dilan Patricio Zúñiga Espinoza 、1996年7月26日 - ）は、チリ・サンティアゴ出身のサッカー選手。プリメーラ・ディビシオン・CDパレスティーノ所属。ポジションは、ディフェンダー（レフトバック）。

## タイトル

### クラブ
コロコロ
- トルネオ・クラウスーラ (1): 2014